# Хлорела
Хлорелата (Chlorella) са род същинскоядрени, зелени и безкамшични водорасли, открити от холандския ботаник и микробиолог Мартинус Вилем Байеринк през 1890 г. Съдържа много белтъчини, витамини и минерали, зеленото растително багрило хлорофил.
Използва се като лекарство, а в някои части на света и като храна. Има противовъзпалително, антибактериално, противовирусно, стимулиращо имунитета действие и др.